# Diệt Tuyệt Sư Thái
Diệt Tuyệt Sư Thái là một nhân vật hư cấu trong tiểu thuyết Ỷ thiên Đồ long ký của nhà văn Kim Dung. Bà được mô tả là chưởng môn nhân đời thứ ba của phái Nga Mi, võ công thuộc hàng thượng thừa trong giới võ lâm, nổi danh cùng báu vật trấn sơn Ỷ Thiên kiếm. Bà là người yêu nước và tận tụy với môn phái (2 tâm nguyện lớn nhất của đời bà là "đánh đuổi Thát Đát giành lại giang sơn cho người Hán" và "đưa phái Nga Mi trở thành đệ nhất võ lâm") nhưng đồng thời, bà cũng nổi tiếng là một nhân vật cố chấp, nặng nề định kiến và quan điểm hắc bạch phân minh, lại quá lạnh lùng nên đến chết vẫn không chịu hợp tác với Minh Giáo và cũng không chịu nhận lấy sự giúp đỡ của Trương Vô Kỵ, khi đó là giáo chủ của giáo phái này. Một phái Nga My mà sư tổ Quách Tương đã kỳ công xây dựng nhưng sau này lại đi theo đường hướng ích kỷ, lấy võ công làm trọng, mục tiêu đứng đầu thiên hạ làm tiêu chí hoạt động để rồi sinh ra những Đinh Mẫn Quân ghen tỵ, chà đạp kẻ khác... có phần trách nhiệm to lớn là do bà.
Bà có ba loại công phu 
- Tứ Tựu Chưởng: Tuyệt kỹ Nga My phối hợp âm dương thi triển chưởng tấn công địch
- Diệt Tuyệt Kiếm Pháp: kiếm pháp của Diệt Tuyệt Sư Thái khi tấn công kết hợp Diệt Tuyệt Kiếm pháp và khinh công với thân pháp cực nhanh tấn công địch bất ngờ không thể lường được.
- Ngự Phong Quyết: Dùng thân pháp cực nhanh bao vây địch và tấn công địch
  - Khinh Công Diệt Tuyệt Sư Thái: Khinh công bà cực nhanh, chỉ không bằng Thanh Dực Bức Vương Vi Nhất Tiếu và một vài người khác.

## Câu chuyện
Diệt Tuyệt Sư Thái khi còn trẻ là một người rất xinh đẹp và có mối tình với sư huynh Cô Hồng Tử, tuy nhiên Cô Hồng Tử là người háo thắng ham danh tiếng, y nghe nói Quang Minh tả sứ Dương Tiêu không chỉ anh tuấn phi phàm mà võ công vô cùng thâm hậu nên y đem theo Ỷ Thiên kiếm đến cùng Dương Tiêu tỉ thí phân cao thấp kết quả bị Dương Tiêu đánh bại và mất Ỷ Thiên kiếm. Sau việc này Cô Hồng Tử uất hận mà sinh bệnh rồi chết. Diệt Tuyệt thấy người yêu đã chết nên bao nhiêu cừu oán đổ lên đầu Dương Tiêu. Bà xuất gia làm ni cô, ngày đêm luyện võ công để mong đến ngày báo thù cho người yêu. Phong Lăng Sư Thái thấy bà võ công cao cường nên truyền lại chức vị trưởng môn kế tiếp cho bà. Sau này bà có một học trò yêu là Kỷ Hiểu Phù, người đã đính ước hôn nhân với đệ tử thứ sáu của Trương Tam Phong là Ân Lê Đình. Tuy nhiên trong lúc thực hiện mệnh lệnh của sư phụ, Kỷ Hiểu Phù đã thành thân với Dương Tiêu là Quang Minh Tả Sứ của Minh Giáo. Sợ sư phụ trách tội, Kỷ Hiểu Phù đã không dám trở về Nga Mi mà đưa con gái Dương Bất Hối lưu lạc giang hồ. Diệt Tuyệt Sư Thái tình cờ gặp lại Kỷ Hiểu Phù và yêu cầu cô phải giết Dương Tiêu. Kỷ Hiểu Phù không thể vâng mệnh sư phụ. Diệt Tuyệt Sư Thái đã lạnh lùng xuống tay giết chết học trò yêu của mình vì nghĩ rằng nàng làm nhục sư môn trong sự bàng hoàng của nhiều môn hộ.
Diệt Tuyệt Sư Thái còn có một đệ tử nhỏ tuổi khác mà bà cũng đặt rất nhiều kỳ vọng là Chu Chỉ Nhược, một cô gái cũng có bản tính nhu mì, hiền thục như Kỷ Hiểu Phù. Khi bị Triệu Mẫn giam trong Vạn An Tự, Diệt Tuyệt Sư Thái đã truyền chức chưởng môn cho Chu Chỉ Nhược và nói rõ bí mật về Đồ Long đao, Ỷ Thiên kiếm cho cô. Vì biết đệ tử có tình yêu sâu nặng với Trương Vô Kỵ, người mà bà luôn cho là một đại ma đầu, bà bắt Chu Chỉ Nhược phải lập lời thề độc không lấy Trương Vô Kỵ làm chồng, chiếm đoạt Đồ Long đao và Ỷ Thiên kiếm, luyện thành võ công cái thế để tận diệt Minh Giáo và đánh đuổi quân Mông Cổ. Chính sự ép buộc này đã đẩy Chu Chỉ Nhược dù ở vị trí cao nhất, mọi người nể sợ nhưng vẫn rơi vào bi kịch bế tắc trong tình yêu và cuộc sống, vào số phận đau đớn, thê thảm mà bà đã giăng sẵn nên dù nàng kính trọng Diệt Tuyệt sư thái nhưng vẫn rơi vào sự lo lắng, hoảng sợ và bất an triền miên khi cố gằng thi hành những lời di chúc của Diệt Tuyệt Sư Thái.

## Vai trò của Diệt Tuyệt Sư Thái trong Ỷ Thiên Đồ Long Ký
Mặc dù không phải là nhân vật chính nhưng Diệt Tuyệt Sư Thái lại đóng vai trò rất quan trọng trong sự phát triển của tình tiết của bộ tiểu thuyết kiếm hiệp Ỷ thiên đồ long ký. Điều này thể hiện ở các điểm sau đây:
Thứ nhất: Bà đã giết Kỷ Hiểu Phù nên gây oán với Dương Tiêu từ đó hai bên đánh nhau càng gây thêm mối oan cừu giữa hai phe chính tà trong võ lâm. Cũng chính hành động xuống tay không thương tiếc này đã làm cho Trương Vô Kỵ phải rong ruổi đưa Dương Bất Hối đi tìm cha và gián tiếp sau đó đưa chàng đến với Cửu Dương Thần Công.
Thứ hai: Chính Diệt Tuyệt Sư Thái là người chủ xướng liên kết lục đại môn phái vây đánh Quang Minh Đỉnh ra tay hạ sát người của Minh Giáo một cách tàn độc khiến Trương Vô Kỵ phải đứng ra can thiệp và chịu đựng ba chưởng của Diệt Tuyệt Sư Thái.
. Chính điều này đã gián tiếp đưa Trương Vô Kỵ lên Quang Minh Đỉnh và sau đó đến với Càn Khôn Đại Na Di và đưa chàng nổi danh trên võ lâm với trận kịch đấu trên Quang Minh Đỉnh.
Thứ ba: Bà là người ép Chu Chỉ Nhược cướp Đồ Long đao, ám hại Trương Vô Kỵ. Chính hành động này là nguyên nhân của gần như tất cả những diễn biến về sau liên quan đến các nhân vật chính; Trương Vô Kỵ, Tạ Tốn, Triệu Mẫn, Tiểu Chiêu, Chu Chỉ Nhược...

## Quái tượng chốn thiền môn
Trong các tiểu thuyết dựa Kim Dung, Diệt Tuyệt Sư Thái được mô tả không phải là người sắt đá không tình cảm nhưng chỉ vì đại sư huynh là Cô Hồng Tử bại dưới tay Dương Tiêu (sau đó Cô Hồng Tử uất ức mà ốm chết) nên bà đổ hết thù hận vào giáo đồ Minh Giáo. Bà sáng tạo nên hai pho kiếm pháp là "Diệt kiếm" và "Tuyệt kiếm" để thực hiện ý đồ tận diệt Minh giáo của mình.
Nhà nghiên cứu văn hóa Huỳnh Ngọc Chiến trong tập tiểu luận "Lai rai chén rượu giang hồ" đã gọi Diệt Tuyệt Sư Thái là Quái tượng chốn thiền môn:
" Nhưng có lẽ chỉ có một con người quái dị đến với cửa thiền bằng cả tấm lòng thành nhưng sát tâm còn nặng hơn cả những ma đầu ngoài đời: đó là Diệt Tuyệt Sư Thái".
"Cảnh tượng một ni cô cầm Ỷ Thiên kiếm lạnh lùng chém những giáo đồ Minh giáo giữa sa mạc mà không một chút băn khoăn, khi những người này không còn khả năng chống cự và thản nhiên ngồi tụng kinh siêu độ nói về cõi thế vô thường, cảnh tượng đó nói lên được toàn bộ sự bất lực của bạo lực trước đức tin. Là môn đồ cửa Phật, lẽ ra chính Diệt Tuyệt sư thái phải hiểu được điều đó hơn ai hết. Nhưng bà vẫn làm điều đó có lẽ vì tự trong thâm tâm bà hiểu rằng bà chỉ tiêu diệt "tà ma ngoại đạo" trên danh nghĩa, nhưng thực ra là để báo thù riêng. Thậm chí bà còn biến mối tư thù của mình thành tôn chỉ cho môn đệ. Thân nương nhờ cửa Phật mà tâm chỉ toan tính chuyện báo thù, đó quả là điều gây kinh hãi suốt cổ kim".
Nhà nghiên cứu Đỗ Long Vân cho rằng Diệt Tuyệt Sư Thái là một nhân vật tiêu biểu cho "Nghi vấn đạo đức trong Kim Dung:
"Lẽ dĩ nhiên vẫn có những nhân vật tự xưng là đại diện cho chính nghĩa và những kẻ mang tiếng là của Tà đạo. Nhưng truyện Kim Dung sẽ cho người ta thấy sự phân biệt ấy là vô thực. Những người của tà đạo, ông cho tất cả những cám dỗ của nhan sắc, của sự thông minh, của tính anh hùng. Ấy là không kể người nào võ công cũng cao cường, cuộc đời cũng sôi nổi, tâm hồn cũng khoáng đạt. Cái tội duy nhất của họ là không coi đạo lý của thiên hạ vào đâu. Nhưng so với họ thì những người có trách nhiệm duy trì truyền thống đạo lý của võ lâm mới ương ngạnh, mới ngoan cố, mới câu nệ làm sao! Tiêu biểu cho thứ người này là Diệt Tuyệt Sư Thái thà chết chứ không để cho Vô Kỵ đụng tới vạt áo của bà, khi tên "tiểu dâm tặc" này định vận chưởng lực giúp bà nhảy xuống từ một lầu cao đang phát hoả. Diệt Tuyệt sư thái tuy nhiên mới là một bà già gàn dở." 

## Trong đời sống hằng ngày
Diệt Tuyệt Sư Thái không chỉ có một cuộc sống gói gọn trong những trang tiểu thuyết của Kim Dung mà hình tượng văn học này còn đi vào đời sống hằng ngày. Sau đây là một số ví dụ.
- Trong làng cờ của Sài Gòn những năm 80 của thế kỷ trước, Lê Thị Hương nổi lên một nữ kỳ thủ xuất sắc "đánh đâu thắng đó" và được phong là "Diệt tuyệt Sư Thái". Hiện nay Diệt Tuyệt Sư Thái là tuyển thủ Hội cờ Thành phố Hồ Chí Minh.[6]
- Trên trang web của Kim Dung, trong các nhân vật đáng ghét nhất trong tất cả các tác phẩm kiếm hiệp của Kim Dung thì Diệt Tuyệt Sư Thái đứng hàng thứ hai, chỉ sau Nhạc Bất Quần.[cần dẫn nguồn]

## Trong phim
- Năm 1986: Lý Hương Cầm do TVB sản xuất
- Năm 2000: Huệ Anh Hồng do TVB sản xuất
- Năm 2003: Nghiêm Mẫn Cừu do Công ty sản xuất âm thanh trung tâm Á Châu Bắc Kinh
- Năm 2009: Vương Tinh Hoa do Hoa Nghị huynh đệ sản xuất
- Năm 2019: Châu Hải My do Công ty Hoa Hạ cùng với Cánh Cụt ảnh thị hợp tác sản xuất (Châu Hải My cũng là diễn viên đóng vai Chu Chỉ Nhược trong phiên bản Ỷ thiên đồ long ký của Hồng Kông năm 1995)